# Urocotyledon
Urocotyledon – rodzaj jaszczurek z rodziny gekonowatych (Gekkonidae).

## Zasięg występowania
Rodzaj obejmuje gatunki występujące w Kamerunie, Gabonie, Kongu, Tanzanii i na Seszelach. 

## Systematyka
Rodzaj zdefiniował w 1983 roku amerykański herpetolog Arnold Girard Kluge w artykule poświęconym kladystycznym pokrewieństwom gekonowatych opublikowanym w czasopiśmie Copeia. Gatunkiem typowym jest (oryginalne oznaczenie)  Urocotyledon inexpectata. 

### Etymologia
Urocotyledon (rodzaj żeński): gr. ουρα oura ‘ogon’; κοτυληδων kotulēdōn ‘ssawki’.

### Podział systematyczny
Do rodzaju należą następujące gatunki: 
- Urocotyledon inexpectata (Stejneger, 1893)
- Urocotyledon norzilensis Lobón-Rovira, Rocha, Gower, Perera & Harris, 2022
- Urocotyledon palmata (Mocquard, 1902)
- Urocotyledon rasmusseni Bauer & Menegon, 2006
- Urocotyledon weileri (Müller, 1909)
- Urocotyledon wolterstorffi (Tornier, 1900)